# 南圣洛伦索
南圣洛伦索是巴西南大河州的一个市镇。总面积2036.13平方公里，总人口42321人，人口密度20.8人/平方公里。